# L'Âge de glace (bande originale)
Pour les articles homonymes, voir Âge de glace (homonymie).
Albums de David Newman
L'Âge de glace 2
(2006)
Ice Age - Original Motion Picture Soundtrack, est la bande originale distribué par Varèse Sarabande, du film américain d'animation de Chris Wedge et Carlos Saldanha, L'Âge de glace, sortis en 2002.

## Liste des titres
| 1.    | Opening Travel Music            | David Newman      | 1:15 |
| 2.    | Angered Rhinos                  | David Newman      | 2:14 |
| 3.    | Humans / Diego                  | David Newman      | 1:43 |
| 4.    | Tigers Going For Baby           | David Newman      | 3:11 |
| 5.    | Dodos                           | David Newman      | 0:42 |
| 6.    | Fighting Over the Melons        | David Newman      | 2:01 |
| 7.    | Walking Through (The Comedians) | Dmitri Kabalevsky | 1:24 |
| 8.    | Baby's Wild Ride                | David Newman      | 1:56 |
| 9.    | Checking Out the Cave           | David Newman      | 3:43 |
| 10.   | Running From the Lava           | David Newman      | 2:27 |
| 11.   | Aqui Estoy Yo                   | David Newman      | 4:11 |
| 12.   | Baby Walks                      | David Newman      | 1:33 |
| 13.   | Tigers Try to Get Baby          | David Newman      | 5:41 |
| 14.   | Giving Back the Baby            | David Newman      | 6:26 |
| 34:16 |                                 |                   |      |

## Musiques additionnelles
- Outre les titres présents, sur l'album, on entend aussi durant le film les morceaux suivants [1] :
  - Sound Off (Duckworth Chant)
    - Composés par Willie Lee Duckworth[2] et Bernard Lentz

  - Send Me on My Way
    - Interprété par Rusted Root
    - Composés par Liz Berlin, John Buynak, Jim DiSpirito[3], Jim Donovan, Michael Glabicki, Patrick Norman, et Jenn Wertz
    - Avec l'aimable autorisation de The Island Def Jam Music Group
    - Sous licence d'Universal Music Enterprises